# Завещание
Завещание (лат. testamentum) — документ, составленный гражданином, в котором он даёт распоряжения о своём имуществе на случай смерти. Составляется в установленной законом форме. 
В странах Европы завещание составляют 10-40% граждан, в России – 18–20%.
В России правила составления и исполнения завещания регулирует Гражданский кодекс РФ Глава 62 «Наследование по завещанию»

## Описание
Завещание должно быть составлено в письменной форме и удостоверено нотариусом или иным уполномоченным законным лицом. Любой человек может составлять завещание неограниченное число раз, при этом, с хронологической точки зрения, каждое новое завещание автоматически отменяет прежнее завещание полностью или в части, в которой оно противоречит последующему завещанию. Завещатель не обязан уведомлять лиц, удостоверявших предыдущие завещания, о новом завещании. На этой норме завязан сюжет целого ряда классических детективов.
Содержание завещания охраняется Основами законодательства Российской Федерации о нотариате. Нотариусы не имеет права разглашать любую информацию о завещании до принятия наследства кем либо из наследников и открытия наследственного дела.
Завещание может быть оспорено, если оно ущемляет интересы нетрудоспособных родственников умершего. Такие родственники часто имеют право на обязательную долю в наследстве, которая не отменяется завещанием.
Не имеет юридической силы завещание, составленное недееспособным лицом. Зачастую именно на недееспособность наследодателя и указывают при оспаривании завещания. Если выясняется, что на момент составления завещания наследодатель не отдавал себе отчёт в своих действиях, то суд обязан аннулировать такое завещание. 
Принятие имущества, полагающегося по завещанию, называется наследованием.
Иногда вступление в наследование сопровождается, в соответствии с завещанием, выполнением некоторых дополнительных условий — модуса.

## История
Завещание известно с глубокой древности. В патриархальном обществе, когда имущество находилось в общей собственности семьи (рода), основным предназначением завещания главы рода было назначение наследника, к которому переходила власть над семьёй и её имуществом. С появлением индивидуальной собственности функцией остался лишь раздел имущества умершего между его наследниками.
Идея составления завещания в Древней Руси была связана с нравственной обязанностью в преддверии смерти позаботиться о своей душе, развязавшись с земными делами, поэтому завещание называлось «душевной грамотой» (позднее «духовной грамотой»). Факт существования на Руси наследственного права и практики составления завещаний зафиксирован в древнейшем летописном памятнике «Повести временных лет». В договоре князя Олега, заключённом с греками в 911 году, говорится, что если «русин», служащий византийскому императору, умрёт, то его имущество должно быть передано наследнику, означенному в «духовной». 
Вплоть до XIV века завещания в России существовали в устной форме, и в них оговаривалось распределение имущества умершего между его наследниками. С XV века получили распространение письменные завещания, где помимо родственников могли фигурировать и другие лица. C XVII века завещания стали исключительно письменными, они должны были подписываться завещателем в присутствии двух свидетелей. С первой трети XIX века в России утвердились две формы завещаний: «домашнее» (составляемое в простой письменной форме) и «крепостное» (его необходимо было при жизни завещателя удостоверить в суде). С 1923 года завещания составляются в письменной форме и заверяются нотариусом. При этом для некоторых случаев действует упрощённый порядок составления завещания.